# Lzip
Lzip — компрессор для сжатия файлов без потери данных, разработанный Антонио Диасом (англ. Antonio Diaz).

## Описание
Lzip базируется на основе алгоритма LZMA и схож с gzip и bzip2. Lzip распаковывает почти так же быстро, как gzip, и сжимает лучше, чем bzip2, что делает его вполне подходящим для распространения программного обеспечения и архивирования данных.
В соответствии с традициями UNIX-программирования, Lzip выполняет только одну функцию: сжатие и распаковку одного файла, он не умеет упаковывать несколько файлов в один архив. При сжатии к оригинальному расширению файла добавляется суффикс .lz.

## Совместимость
Программа является кроссплатформенным программным обеспечением с открытым исходным кодом и доступна для AIX, ALT Linux, Amiga, Arch Linux, Debian, Fedora, FreeBSD, Gentoo, HP-UX, Mac OS, NetBSD, OS/2, PLD Linux, Slackware, SliTaz, Solaris, Ubuntu, Unix и Microsoft Windows.